# Балашов, Юрий Алексеевич
Ю́рий Алексе́евич Балашо́в (14 сентября 1955, Москва — 19 ноября 2020, там же) — советский, американский и российский художник, музыкант. Обладатель премии «Грэмми» за оформление обложки альбома Фрэнка Заппы Civilization, Phaze III (1994). Один из основателей и участников этно-электронного проекта «Волга», а также ряда других музыкальных коллективов.

## Биография
Юрий Балашов родился в 1955 году в Москве в семье Алексея Балашова, служившего в разные годы секретарём у Лазаря Кагановича и Иосифа Сталина. Юрий был двенадцатым из тринадцати детей в семье. С 18 лет начал работать художником-оформителем.
С 1980-х годов Юрий Балашов занимался оформлением музыкальных обложек, первой работой стало оформление двойного альбома Софии Ротару (1980). в 1983 году получил от фирмы «Мелодия» приз, как победитель конкурса среди авторов оформления пластинок, за обложку диска группы «Лейся, песня», после чего вступил в Горком художников-графиков. В 1988 году пришёл в компанию SNC Стаса Намина, вскоре заняв там место арт-директора. Разрабатывал логотипы для многих советских исполнителей того времени («Земляне», «Парк Горького» — «GP» с серпом и молотом, «Бригада С» — в виде обломка гаечного ключа, и другие).
В 1988 году Юрий Балашов познакомился с американским композитором и мультиинструменталистом Фрэнком Заппой, который посещал Москву по приглашению Стаса Намина. В 1991 году Юрий Балашов уже сам отправился в США, чтобы заняться оформлением американского издания пластинки группы «Парк Горького» (диск попал в хит-парад журнала «Billboard»). Следующие четыре года прожил в США, занимаясь оформлением магазинов, детской мебели, комнат для новорожденных, делая росписи по мотивам русских и американских сказок (pure kitch). В 1993 году Фрэнк Заппа предложил Балашову оформить его альбом Civilization Phaze III, ставший последним (вышел в декабре 1994 года, уже после смерти Фрэнка Заппы).
В США Юрий Балашов некоторое время проживал у своего друга, клипмейкера и будущего кинорежиссёра Виктора Гинсбурга, (кинорежиссёр, снял «Generation P») в Северном Голливуде, на улице Один. Позднее жил в Сан-Диего, затем перебрался в Лос-Анджелес к Кириллу Дыжину (позднее стал известен как Гермес Зайгот) в его квартиру в конце Голливудского бульвара.
Зимой 1996 года Юрий Балашов вернулся в Москву и возобновил сотрудничество со Стасом Наминым. В том же году его работа над диском Фрэнка Заппы была удостоена премии «Грэмми» за лучшее оформление, лучшую упаковку коробочной или специальной ограниченной версии (англ. Best Boxed or Special Limited Edition Package). Сам Юрий узнал об этом лишь много лет спустя. По словам художника, на обложке диска он изобразил «гору Джомолунгму, на вершине которой стоит рояль, из рояля пышет пламя, но к этому роялю не подобраться никак, только на вертолете подлететь, а внизу — небоскребы, гигантские постройки».
В Москве Балашов занимался различной творческой деятельностью (расписывал стены домов, создавал дизайн мебели, делал принты для футболок «No Art — No Money / No Money — No Art»). Заметное место в его творческой биографии заняло сотрудничество с клубом «Газгольдер», где сохранились некоторые работы художника.
Помимо графики и дизайна, Юрий Балашов много лет занимался музыкой. Он был участником ряда коллективов: «Волга», «Желтый синяк», «Спайс бойз», «Моно и Исай», «Намгар» и «Оркестр Неизвестных Инструментов» (О. Н. И.). Сам конструировал музыкальные инструменты.
Скончался 19 ноября 2020 года в Москве после серьёзной болезни.